# إدوارد غراي
إدوارد غراي (21 ديسمبر 1918 – 21 سبتمبر 2004) هو ملاكم سريلانكي راحل، مثّل بلاده في الألعاب الأولمبية الصيفية 1948.

## روابط خارجية
إدوارد غراي على موقع أوليمبيديا (الإنجليزية)